# Tukotuko białobrzuchy
Tukotuko białobrzuchy (Ctenomys colburni) – gatunek gryzonia z rodziny tukotukowatych (Ctenomyidae). Występuje w Ameryce Południowej, gdzie odgrywa ważną rolę ekologiczną. Siedliska tukotuko białobrzuchego położone są na terenach stepowych argentyńskiej Patagonii, w zachodniej części prowincji Santa Cruz. Badania oparte na mtDNA wykazały ze C. colburni jest synonimem C. magellanicus.